# Bo Van Spilbeeck
Bo Van Spilbeeck, geboren als Boudewijn Van Spilbeeck (Antwerpen, 7 februari 1959) is een Belgisch VTM-journaliste en auteur.

## Opleiding en carrière
Van Spilbeeck studeerde aan de Universiteit Antwerpen af in de Romaanse filologie en ging vervolgens aan de slag als journalist bij de BRT Internationaal (het latere RVi). Van Spilbeeck stapte in 1999 over naar VTM en werkt daar sindsdien bij de VTM Nieuwsdienst.

## Transgender
Van Spilbeeck, als jongen geboren, verklaarde op 30 januari 2018 transgender te zijn en voortaan als vrouw door het leven te zullen gaan. Dit kreeg brede persaandacht, ook in Wallonië en het buitenland. In België volgden veel positieve reacties. Begin februari 2018 maakten Johan Derksen en René van der Gijp een parodie over Van Spilbeeck. Van der Gijp zei voor het laatste VI-reclameblok dat hij voortaan als Renate van der Gijp door het leven zou gaan. Na de reclame had hij een jurk aan en een pruik op. Het leidde tot luid gelach in de studio. Derksen noemde transgenders niet normaal. De vertoning riep veel negatieve reacties op, onder meer van sociale organisaties, politieke partijen en bekende Nederlanders. Belangenorganisaties TNN & COC noemden de actie 'treurig' en riepen opnieuw op tot een sponsorboycot.
De autobiografie Bo, Eindelijk vrouw gaat over Van Spilbeecks transitie. In België bereikte het boek de eerste plaats op de lijst van de Standaard Boekhandel. Met het boek wilde Van Spilbeeck "inzichtelijk maken wat het werkelijk betekent om je in een verkeerd lichaam te voelen".

## Persoonlijk
Van Spilbeeck is getrouwd, heeft twee kinderen en woont in Kapellen.